# Саратовський міст
51°31′02″ пн. ш. 46°04′14″ сх. д. / 51.517222222222° пн. ш. 46.070555555556° сх. д.
Саратовський міст — автомобільний міст через Волгу, що сполучає правий берег річки, на якому стоїть місто Саратов, і лівий берег, на якому розташоване місто Енгельс.

## Історія
Проект мосту виконаний інженерами інституту "Гипротрансмост" В. М. Іодзевічем, В.М. Івановим. Будівництво мосту велося під керівництвом інженеру мостозагону № 8 А. А. Баєва. Для руху міст відкрито у 1965. Саратовським мостом проходила лінія міжміського тролейбусу Саратов - Енгельс (маршрут № 9). Але у 2002 сталося падіння декількох опор, підтримуючих контактну мережу. Інститут «Проектмостореконструкція» зробив обстеження мосту. Обстеження конструкцій мосту показало, що він знаходиться в аварійному стані і не зможе згодом витримувати навантаження, тому опори контактної мережі демонтували повністю. Приблизно через півроку були змонтовані полегшені опори освітлення, контактну мережу планується відновлювати після закінчення капітального ремонту мосту. До листопаду 2008 - замінені перила огорожі на ділянці від Енгельського берегу до міського пляжу з обох сторін, ведеться встановлення стаціонарних опор освітлення.

## Конструкція
Загальна довжина 2803,5 м.
Схема мосту 2х20 +70,2 + (106 +3 х166 +106) +28 х70, 2 +20 м.
Судноплавна частина річки перекрита нерозрізним гратчастим прогонним елементом довжиною 710 м з переднапруженого залізобетону за схемою 106 +3 х166 106. Естакадна частина мосту перекрита збірними дворебристими переднапружненими балками довжиною 70,1 м з бетону марки 700.

## Різне
- Саратовський міст на момент побудови в 1965, був найдовшим мостом у Європі.
- За півроку до відкриття мосту на ньому побував перший космонавт Юрій Гагарін, який приїздив у січні 1965 р. в Саратов на ювілей індустріально-педагогічого техникуму (до 1964 р. — індустріального техникуму), де він в 1951—1955 роках  навчався за спеціальністю «лива́рне виробни́цтво».
- На будівництві мосту знімався художній фільм «Будується міст» (1965).
- На Саратовському березі Волги від мосту у бік Бабусиного узвозу тягнеться на півтора кілометра Набережна Космонавтів.